# Onthophagus oblongus
Onthophagus oblongus é uma espécie de inseto do género Onthophagus, família Scarabaeidae, ordem Coleoptera.
Foi descrita cientificamente por Zhang em 1997.